# Sukcinaldehid
Sukcinaldehid je organsko jedinjenje sa formulom . Ovaj tipični dialdehid je veoma reaktivan. Njime se obično rukuje u obliku hidrata ili metanolnog acetala. On je prekurzor tropinona. On se koristi kao agens za unakrsno povezivanje, ada je srodni dialdehid, glutaraldehid, u široj upotrebi.

## Priprema
Sukcinaldehidi se fomiraju oksidacijom THF-a hlorom, i naknadnom hidrolizom i hidroformilacijom akroleinskih derivata.
U vodenim rastvorima ovaj molekul se hidratiše i ciklizuje. On se u metanolu konvertuje u ciklični acetal, 2,5-dimetoksiltetrahidrofuran.